# Шверкле
Шверкле (на полски: Świerkle) е село в южна Полша, Ополско войводство, Ополски окръг, община Велки Добжен. Според Полската статистическа служба към 31 декември 2009 г. има 523 жители.

## Местоположение
Селото се намира в географския макрорегион Силезка равнина, който е част от Средноевропейската равнина. Разположено е на 6 km източно от общинския център Велки Добжен.